# Gurli
Kvinnonamnet Gurli eller Gurly ett persiskt namn som betyder ros. Namnet har förekommit i Sverige sedan 1700-talet.
Namnet förekommer i sagosamlingen Tusen och en natt.
Den 31 december 2014 fanns det totalt 2 316 kvinnor folkbokförda i Sverige med namnet Gurli eller Gurly, varav 1 077 bar det som tilltalsnamn.
Namnet har under 2000-talet blivit allt mer ovanligt. Under perioden 1998–2009 fick, i Sverige, färre än 10 flickor per år eller ingen flicka alls tilltalsnamnet Gurli. I Finland fick - mellan år 1900 och 1959 - 733 flickor namnet Gurli. Mellan 1960 och 1979 var det endast 17, och sedan 1980 har färre än åtta flickor fått namnet.
Namnsdag i Sverige: 28 augusti under åren 1993–2010. 2011 utgick namnet ur den svenska almanackan och ersattes av Fatima.
I den finlandssvenska namnsdagslängden har Gurli namnsdag 5 augusti sedan starten 1929, då en egen namnsdagskalender togs i bruk för finlandssvenskar.

## Personer med namnet Gurli

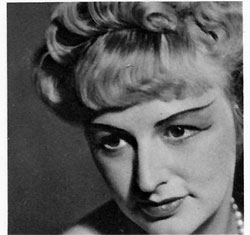
Gurli Lemon-Bernhard

- Gurli Maria Bergström,  svensk schlagerkompositör, sångare och skådespelare (pseudonym: Kai Gullmar)
- Gurli Ewerlund, svensk simmare
- Gurli Hertzman-Ericson, svensk författare
- Gurli Lemon-Bernhard, svensk opera- och operettsångerska
- Gurli Lindén, finlandssvensk författare
- Gurli Linder, svensk författare
- Gurli Lublin, svensk operasångerska
- Gurli Svedlund, svensk skådespelerska
- Gurli Söderström, svensk friidrottare
- Gurli Åberg, svensk skådespelerska